# Claudio Lodati
Claudio Lodati (* 1954 in Turin) ist ein italienischer Jazz-Gitarrist.
Claudio Lodati begann seine Musikerkarriere Mitte der 1970er Jahre mit Musikern der Turiner Jazzszene wie Enrico Fazio, Carlo Actis Dato, Fiorenzo Sordini in der Formation Art Studio. Von 1983 bis 1993 arbeitete er mit den Formationen Dac'Corda und Vocal Desires. Er trat bei zahlreichen italienischen und internationalen Festivals auf und arbeitete außerdem mit Ellen Christi, Antonello Salis, Maria Pia De Vito, Fred Frith, Hervé Bourde, Tiziana Ghiglioni, Habib Faye, Bobby Zankel, Tristan Honsinger, Hans Reichel, Guido Mazzon, Radu Malfatti und Louis Sclavis.
Seit 1988 unterrichtet er Jazz-Gitarre an der Musikschule Turin.

## Diskographische Hinweise
- Art Studio – The Complete CMC Sessions (Splas(c)h, 1978–85)
- Dac'Corda – Corsari
- Dac'Corda – "Chance" (Splas(c)h, 1990)
- Lodati/Christi – "Dreamers" (Splas(c)h, 1990)
- Vocal Desires – Express
- Lodati solo – Secret